# Gordon McDonell
Gordon McDonell (* 30. Oktober 1905 in Reigate, Surrey, England; † 16. Dezember 1995 in Green Valley, Arizona) war ein britisch-amerikanischer Drehbuchautor und Schriftsteller, der einmal für den Oscar für die beste Originalgeschichte nominiert war.

## Leben
Gordon McDonell wurde am Military College in Sandhurst ausgebildet. 1925 ging er nach Indien, wo er in verschiedenen Landesteilen lebte. Er arbeitete unter anderem als Wechselmakler in Kalkutta. Anschließend lebte McDonell in Europa, handelte mit Tee und fing an, Bücher zu schreiben. Ab 1937 lebte er in Kalifornien.
McDonell wurde gleich für seine erste Vorlage für einen Film für den Oscar für die beste Originalgeschichte nominiert, und zwar bei der Oscarverleihung 1944 für den von Alfred Hitchcock inszenierten Spielfilm Im Schatten des Zweifels (Shadow of a Doubt, 1943) mit Teresa Wright, Joseph Cotten und Macdonald Carey in den Hauptrollen. Die Story wurde später noch zwei weitere Male verfilmt: Zum einen 1955 für die Fernsehserie Lux Video Theatre als Shadow of a Doubt von Richard Goode mit Ken Carpenter, George Chandler und Byron Foulger, zum anderen als Fernsehfilm unter dem Titel Im Schatten des Zweifels (Shadow of a Doubt, 1991) von Karen Arthur mit Mark Harmon, Margaret Welsh und Norm Skaggs.

## Filmografie
- 1943: Im Schatten des Zweifels (Shadow of a Doubt)
- 1947: They Won’t Believe Me
- 1955: Lux Video Theatre (Fernsehserie)
- 1958: Step Down to Terror
- 1970: Der Vollstrecker (The Executioner)
- 1991: Im Schatten des Zweifels (Shadow of a Doubt)